# Günter Kenesei

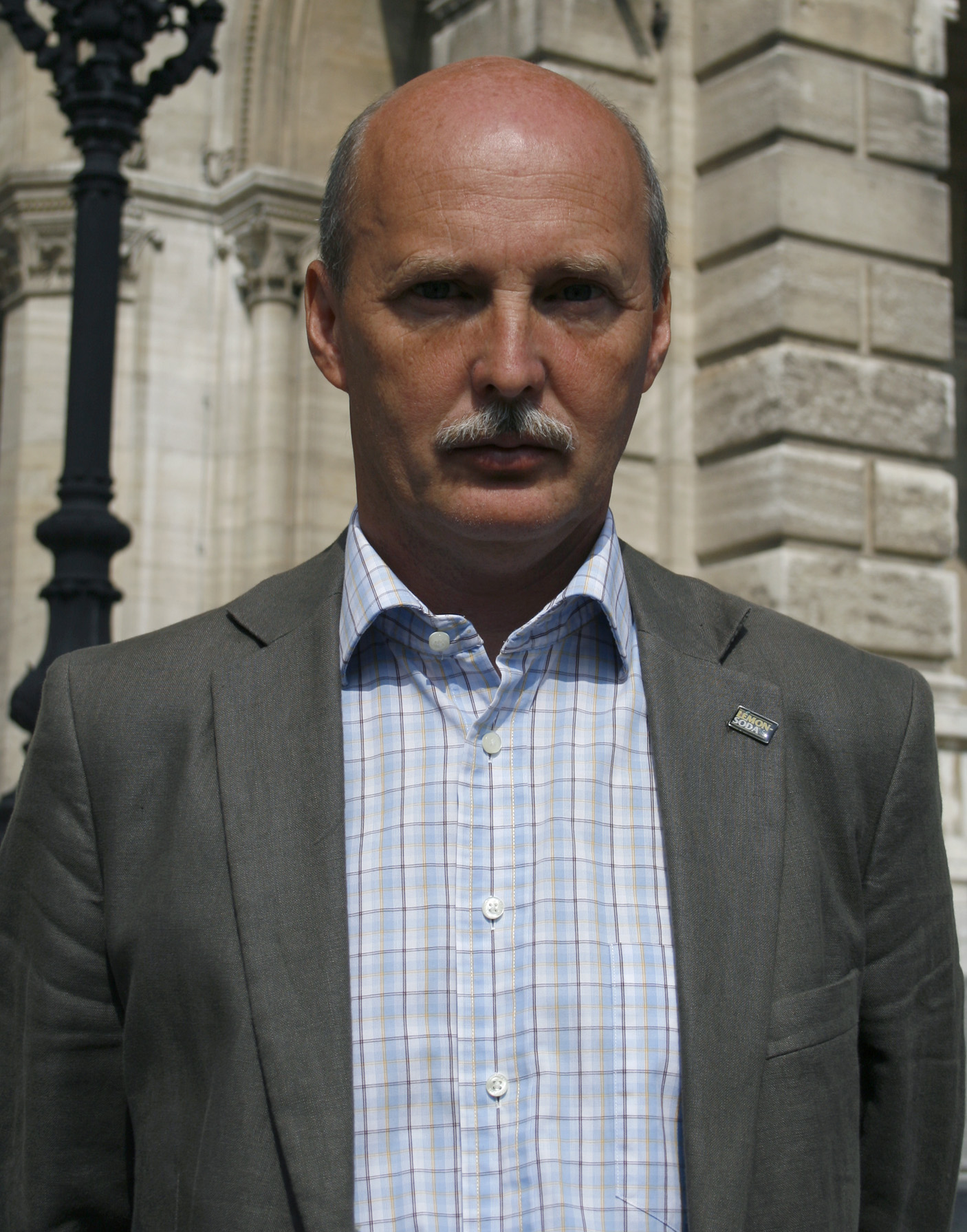
Günter Kenesei (Wien 2008)

Günter Kenesei (* 27. März 1959 in Wien) ist ein österreichischer Politiker. Kenesei war von 1991 bis 2010 Abgeordneter zum Wiener Landtag und Gemeinderat und wechselte 2005 von den Grünen als Unabhängiger auf die Liste der ÖVP.

## Ausbildung und Beruf
Günter Kenesei wurde in Favoriten geboren und besuchte die Handelsschule. Er arbeitete ab 1976 als Sachbearbeiter bei Kapsch in der Auftragsverrechnung sowie im Vertrieb Datenfunk. 1999 gründete er eine Firma, die den Import und Vertrieb von Sportartikeln der Marke Garman betrieb. Weiters brachte er das Getränk Lemonsoda nach Österreich und hatte dafür von 2000 bis 2011 den Alleinvertrieb. 

## Politik
Günter Kenesei kam im Zug der Besetzung der Hainburger Au zu den Wiener Grünen. Er war Betriebsrat und Bezirksrat in Favoriten. 1991 zog er als Abgeordneter der Grünen in den Wiener Landtag und Gemeinderat ein. Ab 1993 arbeitete er im Kontrollausschuss und leitete diesen zwischen 1996 und 2001. Kenesei wurde 2005 bei den internen Listenwahlen nicht mehr zur Kandidatur zugelassen. Da er bereits mehr als zwei Perioden in seiner Funktion gewesen war, hätte er für eine Zulassung zur Listenwahl die Zustimmung von zwei Drittel der Wahlberechtigten benötigt. Diese erhielt Kenesei jedoch nicht. Kenesei wechselte in der Folge als „Unabhängiger“ auf einen Listenplatz der ÖVP Wien.

## Privates
Günter Kenesei ist verheiratet und hat einen Sohn sowie eine bereits verstorbene Tochter aus erster Ehe sowie zwei Stiefkinder in seiner zweiten Ehe. Er war von 1998 bis Juni 2021 Präsident des Fußballklubs KSV Ankerbrot Montelaa. 